# Škoda 633
Škoda 633 byl osobní automobil vyráběný automobilkou Škoda. Výroba začala v roce 1931 a ukončena byla roku 1934. Vyrobilo se 504 kusů.
Motor byl vodou chlazený vpředu uložený řadový šestiválec SV o objemu 1792 cm³. Měl výkon 24 kW (33 koní) a vůz s ním dosahoval rychlosti okolo 100 km/h.